# 아미드 펙틴
아미드 펙틴(433. Amidated Pectin)은 감귤류 또는 사과 등을 열수 또는 산성수용액 등으로 추출하여 얻은 펙틴을 알칼리 조건에서 암모니아로 처리하여 얻어지는 정제된 탄수화물의 중합체로서 펙틴사슬의 주요 부분은 D-갈락튜론산 단위의 α-1,4 결합으로 구성되어 있다. 카르복실기의 일부는 메틸에스테르화 및 아미드화되어 있으며 나머지는 유리산 또는 암모늄, 칼륨, 나트륨염으로 존재한다. 사용목적에 따라 당류를 첨가하여 물성을 표준화 시키거나 산도조절의 목적으로 완충제로 사용되는 식품첨가물을 사용할 수 있다.

## 성상
아미드 펙틴은 백색～엷은 갈색의 분말 또는 과립으로 냄새가 없거나 약간의 특유의 냄새가 있다. 

## 고시
아미드 펙틴은 2010년 5월 18일 다양한 식품개발을 위해 화학적합성품인 아미드펙틴을 식품첨가물로 신설하기로 고시하였다.